# Jämlitz-Klein Düben
Jämlitz-Klein Düben (niedersorbisch Jemjelica-Źěwink) ist die kleinste Gemeinde im Landkreis Spree-Neiße in Brandenburg. Sie wird vom Amt Döbern-Land verwaltet, das seinen Sitz in der Stadt Döbern hat.

## Geografie
Die Gemeinde liegt im Südosten des Landes Brandenburg in der Niederlausitz an der Grenze zum Freistaat Sachsen im historischen, jedoch nicht im amtlichen Siedlungsgebiet der Sorben/Wenden. Sie grenzt im Norden an die Gemeinde Neiße-Malxetal, im Osten an Bad Muskau, im Süden an Gablenz, im Westen an Groß Düben und im Nordwesten an Tschernitz.

## Gemeindegliederung
Ortsteile nach der brandenburgischen Gemeindeordnung sind Jämlitz (sorb. Jemjelica) und Klein Düben (Źěwink). Zu Jämlitz gehören neben dem Ortskern die Gemeindeteile Jämlitz-Hütte und Zschorno (Carna; früher Zschorne, Tzschorne) sowie die Wohnplätze Alte Schänke und Weißmühle.

## Geschichte
Die Ersterwähnung des einstigen Vasallenguts Jämlitz datiert auf das Jahr 1302, das Dorf wurde 1564 erstmals urkundlich erwähnt. Klein Düben wurde erstmals 1490 als Dybe erwähnt. Zschorno ist ein ehemaliges Vasallengut. Besitzer war um 1750 der Erbherr Carl Friedrich von Rhaden, Ordenshauptmann des Johanniterordens, sein Sohn Anton August von Rhaden war Landrat des Kreises Sagan.
Jämlitz, Klein Düben und Zschorno gehörten ab 1816 zum Kreis Sorau in der preußischen Provinz Brandenburg. Nach der Festlegung der Oder-Neiße-Grenze nach dem Zweiten Weltkrieg wurde der westliche Teil des Landkreises Sorau abgetrennt und daher am 1. April 1946 aufgelöst und die drei Gemeinden kamen zum Landkreis Spremberg. Am 1. Juli 1950 wurde Zschorno nach Jämlitz eingemeindet. Bei der Gebietsreform am 25. Juli 1952 kamen Jämlitz und Klein Düben zum Kreis Spremberg im DDR-Bezirk Cottbus. Seit 1993 liegen die Orte im brandenburgischen Landkreis Spree-Neiße.
Die Gemeinde Jämlitz-Klein Düben entstand am 31. Dezember 2001 aus dem freiwilligen Zusammenschluss der bis dahin selbstständigen Gemeinden Jämlitz und Klein Düben.

## Bevölkerungsentwicklung
| Jahr | Jämlitz | Klein Düben |      | Jahr | Jämlitz-Klein Düben |
| ---- | ------- | ----------- | ---- | ---- | ------------------- |
| 1875 | 391     | 205         | 2001 | 561  |                     |
| 1910 | 482     | 168         | 2005 | 521  |                     |
| 1939 | 466     | 150         | 2010 | 491  |                     |
| 1946 | 404     | 190         | 2015 | 482  |                     |
| 1950 | 682     | 197         | 2020 | 445  |                     |
| 1971 | 591     | 168         | 2021 | 448  |                     |
| 1990 | 392     | 130         | 2022 | 437  |                     |
| 1995 | 383     | 117         | 2023 | 434  |                     |
| 2000 | 417     | 155         | 2023 | 433  |                     |

Gebietsstand des jeweiligen Jahres, Einwohnerzahl: Stand 31. Dezember (ab 1991), ab 2011 auf Basis des Zensus 2011, ab 2022 auf Basis des Zensus 2022

## Politik

### Gemeindevertretung
Die Gemeindevertretung von Jämlitz-Klein Düben besteht aus acht Gemeindevertretern und der ehrenamtlichen Bürgermeisterin. Die Kommunalwahl am 9. Juni 2024 führte bei einer Wahlbeteiligung von 73,1 % zu folgendem Ergebnis:
| Partei / Wählergruppe                     | Stimmenanteil | Sitze |
| ----------------------------------------- | ------------- | ----- |
| Wählergruppe Feuerwehr Jämlitz            | 57,1 %        | 5     |
| Wählergruppe Dorfgemeinschaft Klein Düben | 21,6 %        | 2     |
| Einzelbewerberin Helga Britze             | 09,8 %        | 1     |
| Wählergruppe Heimatverein Jämlitz         | 07,0 %        | –     |
| Einzelbewerberin Ingrid Nicko             | 04,5 %        | –     |

Die Wählergruppe Feuerwehr Jamlitz war mit nur drei Kandidaten angetreten, die Einzelbewerberin Helga Britze wurde auch zur Bürgermeisterin gewählt. Daher bleiben drei Sitze in der Gemeindevertretung unbesetzt.

### Bürgermeister
- 2003–2014: Horst Hallasch (Wählergruppe Vereinte Sozialgemeinschaft Jämlitz)[8][9]
- 2014–2024: Ingrid Nicko (Wählergruppe Feuerwehr Jämlitz)[10]
- seit 2024: Helga Britze (Einzelbewerberin)

Britze wurde bei der Bürgermeisterwahl am 9. Juni 2024 ohne Gegenkandidat mit 77,7 % der gültigen Stimmen für eine Amtszeit von fünf Jahren gewählt.

## Sehenswürdigkeiten

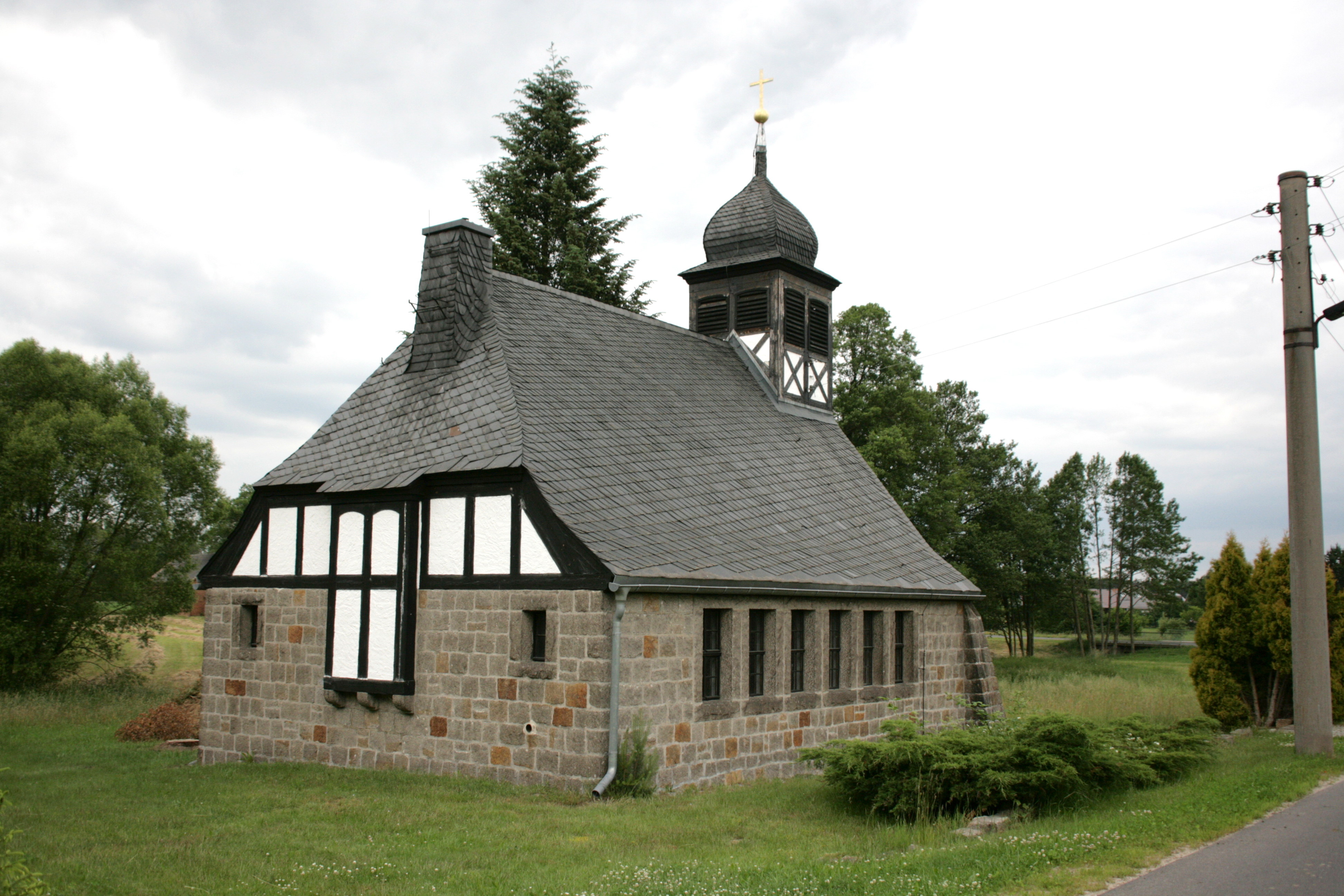
Michaeliskirche Jämlitz

## Verkehr
Durch Jämlitz-Klein Düben verlaufen die Bundesstraßen 115 (Forst–Bad Muskau–Görlitz) und 156 (Spremberg–Bad Muskau–Bautzen). Beide verlaufen auf einer gemeinsamen Trasse.
Von März bis Oktober 1998 wurde die 1,7 km lange Ortsumgehung von Jämlitz neu gebaut.